# Ana Medina
Ana Medina es la embajadora de Venezuela en Polonia designada el 19 de marzo de 2019 por la Asamblea Nacional durante la crisis presidencial de Venezuela.